# Trigonophorus feae
Trigonophorus feae är en skalbaggsart som beskrevs av Raffaello Gestro 1891. Trigonophorus feae ingår i släktet Trigonophorus och familjen Cetoniidae. Inga underarter finns listade i Catalogue of Life.